# Sainte-Jamme-sur-Sarthe
Sainte-Jamme-sur-Sarthe är en kommun i departementet Sarthe i regionen Pays de la Loire i nordvästra Frankrike. Kommunen ligger i kantonen Ballon som tillhör arrondissementet Le Mans. År 2022 hade Sainte-Jamme-sur-Sarthe 1 964 invånare.

## Befolkningsutveckling
Antalet invånare i kommunen Sainte-Jamme-sur-Sarthe
| Referens: INSEE |